# Медина, Хосе Мигуэль
Хосе Мигуэль Медина Элера (исп. José Miguel Medina; 1804, Уанкабамба, вице-королевство Перу, Испанская империя — 1 июля 1884, Лима) — перуанский  военный и государственный деятель, премьер-министр Перу (1872—1873), военный и военно-морской министр (1872—1873). Сенатор.
Либеральный политик. Герой борьбы на независимость Перу. При президенте Хосе Руфино Эченике был председателем Государственного совета Перу и временным вице-президентом с июля по октябрь 1854 года, когда президент отсутствовал в столице для борьбы с либеральной революцией.
С 1854 по 1859 год работал председателем Конгресса Республики Перу. В 1872—1873 годах — председатель Совета министров Перу.
Похоронен на мемориальном кладбище Пастор Матиас Маэстро в Лиме.